# Ärzteverlag (Österreich)
Der Ärzteverlag ist ein österreichischer Verlag, der sich auf die Kommunikation im Gesundheitswesen spezialisiert hat sowie im Bereich Corporate Media etabliert ist. Der Verlag produziert Fach- und Publikumszeitschriften sowie digitale Medien, die sich an verschiedene Zielgruppen im Gesundheitssektor richten. Mit einer Auflage von 52.000 ist der Verlag Marktführer im Bereich der Ärztemagazine in Österreich.

## Geschichte
Der Verlag wurde 1988 von Axel C. Moser in Wien gegründet. Zu Beginn lag der Fokus auf der Kommunikation mit Ärzten und anderen Akteuren im Gesundheitswesen, insbesondere durch Printmedien und Veranstaltungen.

## Partnerschaften und Expansion
2011 gewann der Verlag die Ausschreibung für das Magazin der AUVA, ALLE! ACHTUNG!, sowie für das Magazin des Nationalparks Hohe Tauern. 2016 erwarb Philipp Ita die 50 % der Anteile und führt den Verlag seitdem gemeinsam mit dem Teilhaber Raiffeisen.
Der Verlag baute seine Präsenz weiter aus, unter anderem durch die digitale Transformation und die Schaffung erfolgreicher Webseiten. 2018 übernahm der Verlag die Produktion des Magazins NATUR IM GARTEN und dehnte die Reichweite von GESUND & LEBEN auf ganz Österreich aus. Heute erreicht das Magazin monatlich mehr als 300.000 Leser.
2023 gewann der Verlag die europaweite Ausschreibung zur Produktion des offiziellen Versicherten-Magazins der Österreichischen Gesundheitskasse „Meine Gesundheit“, welches ab März 2024 in einer Start-Auflage von knapp 5 Millionen Stück erscheint.